# メーダ
メーダ（伊: Meda）は、イタリア共和国ロンバルディア州モンツァ・エ・ブリアンツァ県にある、人口約23,000人の基礎自治体（コムーネ）。

## 地理

### 位置・広がり
モンツァ・エ・ブリアンツァ県北西部に位置するコムーネで、県都モンツァから北西へ約13km、コモから南南東へ約17km、州都ミラノから北へ約22kmの距離にある。

#### 隣接コムーネ
隣接するコムーネは以下の通り。括弧内のCOはコモ県所属を示す。

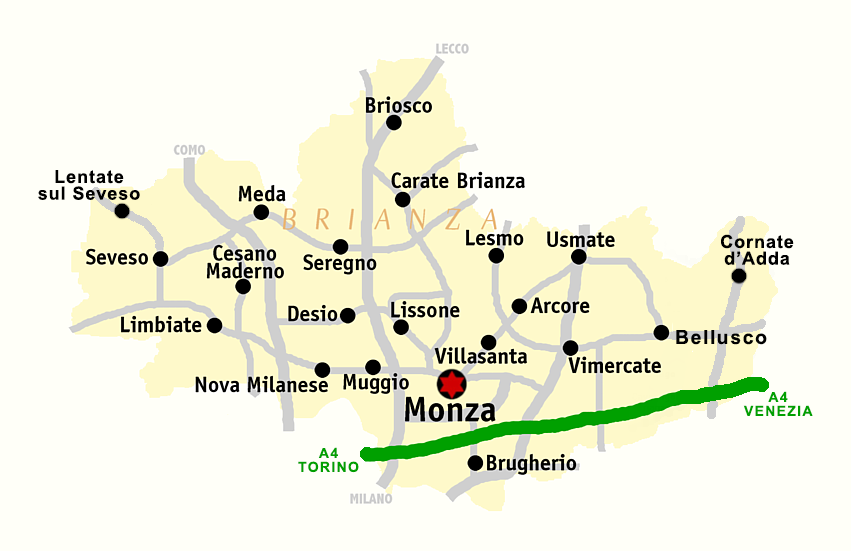
モンツァ・エ・ブリアンツァ県概略図

- バルラッシーナ
- カビアーテ (CO)
- レンターテ・スル・セーヴェゾ
- セレーニョ
- セーヴェゾ

### 気候分類・地震分類
気候分類では、zona E, 2481 GGに分類される。
また、イタリアの地震リスク階級 (it) では、zona 4 (sismicità molto bassa) に分類される。

## 社会

### 経済・産業
高級家具メーカーカッシーナは当地で創業し、本社を置く。

## スポーツ
市内にはスタディオ・チッタ・ディ・メダがある。レナーテをホームタウンとするプロサッカークラブ、ACレナーテのホームスタジアムとなっている。